# Raffaello Fornaciari
Raffaello Fornaciari (Lucca, 24 febbraio 1837 – Firenze, 11 novembre 1917) è stato un filologo italiano.

## Biografia
Figlio del giurista Luigi Fornaciari (1798–1858) e di Teresa Martinelli, Raffaello studiò dal 1854 al 1859 all'Università di Pisa e alla Scuola Normale Superiore di Pisa, dove ebbe come compagni di studi Giosuè Carducci e Giuseppe Chiarini. 
Dal 1860 al 1869 insegnò latino e greco a Pistoia, dal 1869 al 1873 italiano a Lucca e, nel decennio successivo, insegnò anche in diversi istituti di Firenze.
È autore di una delle più diffuse grammatiche italiane per oltre mezzo secolo, la Grammatica italiana dell'uso moderno, pubblicata da Giulio Cesare Sansoni per la prima volta nel 1879 e completata dalla Sintassi italiana dell'uso moderno, edita sempre da Sansoni nel 1881, che costituisce «il prodotto più maturo della tradizione grammaticale italiana prenovecentesca». Nel 1882 ne uscì la redazione minore, la Grammatica italiana dell'uso moderno compendiata e accomodata per le scuole, in due parti, che ebbe sette edizioni fino al 1913 a cura dell'autore e un'ottava nel 1931, col titolo Grammatica della lingua italiana, a cura di Antonio Gigli.
Nel 1881 divenne membro dell'Accademia della Crusca e dal 1893 al 1914 fu uno dei collaboratori del Vocabolario degli Accademici della Crusca (5. edizione in 11 volumi A-O, Firenze 1863–1923).

## Opere principali
- (traduzione) Heinrich Wilhelm Stoll, Manuale della religione e mitologia dei greci e dei romani, Firenze 1866, 3. edizione 1883, Milano 1990
- (curatela) Luigi Fornaciari, Esempi di bello scrivere, 2 Bde., Milano 1867
- Grammatica storica della lingua italiana estratta e compendiata dalla Grammatica romana di F. Diez. Parte prima, Torino 1872
- Disegno storico della letteratura italiana dalle origini fino a' nostri tempi, Firenze 1874, 8. edizione 1921
- Grammatica italiana dell'uso moderno, In Firenze, G. C. Sansoni editore, 1879; 2ª ed., 1882
- Sintassi italiana dell'uso moderno, In Firenze, G. C. Sansoni editore, 1881; 2ª ed., 1884 (1897, 1919); rist., 1974, con presentazione di Giovanni Nencioni
- Grammatica italiana dell'uso moderno compendiata e accomodata per le scuole, 2 voll. (parte I: Etimologia; parte II: Sintassi), In Firenze, G. C. Sansoni editore, 1882; 7ª ed., 1913; Grammatica della lingua italiana, 8ª ed., 1931, a cura di Antonio Gigli[3]
- Studi su Dante, Milano 1883, Firenze 1900
- La letteratura italiana nei primi quattro secoli (XIII-XVI). Quadro storico, Firenze 1885
- (curatela) Novelle scelte di Giovanni Boccaccio on commenti filologici e rettorici ad uso delle scuole e degli studiosi della lingua, Firenze 1888; ristampato a cura di Cesare Segre, 1957
- (curatela) La Divina Commedia di Dante Alighieri. Edizione minuscola ad uso delle letture pubbliche e delle scuole, Milano 1904